# Coupe de la Ligue 1997-1998
La Coupe de la Ligue 1997-1998 fu la 4ª edizione della manifestazione.
Iniziò il 11 novembre 1997 e si concluse il 4 aprile 1998 con la finale allo Stade de France vinta per 4 a 2 dal Paris Saint-Germain contro il Bordeaux dopo i calci di rigore. La squadra campione in carica era lo Strasburgo.

## Calendario
| Turno            | Partita Unica                               |                                             |
| ---------------- | ------------------------------------------- | ------------------------------------------- |
| Primo turno      | 11 novembre-17 dicembre 1997                | 11 novembre-17 dicembre 1997                |
| Secondo turno    | 4-13 gennaio 1998                           | 4-13 gennaio 1998                           |
| Ottavi di finale | 30 gennaio-1 febbraio 1998                  | 30 gennaio-1 febbraio 1998                  |
| Quarti di finale | 16-18 febbraio 1998                         | 16-18 febbraio 1998                         |
| Semifinali       | 10-12 marzo 1998                            | 10-12 marzo 1998                            |
| Finale           | 4 aprile 1998 Saint-Denis (Stade de France) | 4 aprile 1998 Saint-Denis (Stade de France) |

## Partite

### Primo Turno
| Squadra 1      | Risultato         | Squadra 2        |
| -------------- | ----------------- | ---------------- |
| Lorient        | 3 - 1             | Red Star         |
| Wasquehal      | 0 - 3             | Nancy            |
| Beauvais       | 1 - 0             | Angers           |
| Nîmes          | 3 - 0             | Louhans-Cuiseaux |
| Gueugnon       | 3 - 2             | Valence          |
| Le Mans        | 3 - 2             | Amiens           |
| Niort          | 2 - 0             | Troyes           |
| Martigues      | 1 - 0             | Tolone           |
| Lilla          | 2 - 2 (3 - 2 dcr) | Caen             |
| Épinal         | 2 - 2 (6 - 5 dcr) | Laval            |
| Stade Poitevin | 2 - 1             | Nizza            |

### Secondo Turno
| Squadra 1           | Risultato         | Squadra 2       |
| ------------------- | ----------------- | --------------- |
| Paris Saint-Germain | 1 - 0             | Olympique Lione |
| Auxerre             | 3 - 0             | Guingamp        |
| Guingamp            | 0 - 1             | Amiens          |
| Gueugnon            | 1 - 2             | Metz            |
| Stade Poitevin      | 2 - 1             | Nîmes           |
| Cannes              | 3 - 2             | Strasburgo      |
| Martigues           | 1 - 0             | Beauvais        |
| Nancy               | 2 - 2 (3 - 2 dcr) | Bastia          |
| Le Havre            | 5 - 3 (dts)       | Lorient         |
| Lens                | 1 - 0             | Rennes          |
| Monaco              | 1 - 1 (1 - 3 dcr) | Niort           |
| Saint-Étienne       | 1 - 1 (2 - 4 dcr) | Sochaux         |
| Le Mans             | 1 - 0             | Lilla           |
| Mulhouse            | 0 - 3             | Bordeaux        |
| Montpellier         | 1 - 0             | Nantes          |
| Olympique Marsiglia | 1 - 0             | Châteauroux     |
| Épinal              | 0 - 2             | Tolosa          |

### Ottavi di finale
| Squadra 1           | Risultato | Squadra 2   |
| ------------------- | --------- | ----------- |
| Bordeaux            | 5 - 1     | Le Mans     |
| Auxerre             | 3 - 1     | Tolosa      |
| Lens                | 1 - 0     | Niort       |
| Olympique Marsiglia | 3 - 0     | Nancy       |
| Martigues           | 0 - 2     | Metz        |
| Sochaux             | 1 - 0     | Cannes      |
| Stade Poitevin      | 2 - 1     | Le Havre    |
| Paris Saint-Germain | 2 - 0     | Montpellier |

### Quarti di finale
| Squadra 1           | Risultato | Squadra 2      |
| ------------------- | --------- | -------------- |
| Paris Saint-Germain | 1 - 0     | Metz           |
| Olympique Marsiglia | 2 - 3     | Auxerre        |
| Sochaux             | 1 - 4     | Lens           |
| Bordeaux            | 4 - 3     | Stade Poitevin |

### Semifinali
| Squadra 1           | Risultato         | Squadra 2 |
| ------------------- | ----------------- | --------- |
| Bordeaux            | 1 - 1 (4 - 2 dcr) | Auxerre   |
| Paris Saint-Germain | 2 - 1             | Lens      |

### Finale
| Arbitro: | Gilles Chéron |

|                                |                      |                            |
| Simone 74’ Raí 106’            | Marcatori            | 30’ Micoud 114’ Papin      |
| Rabésandratana Simone Raí Loko | Tiri di rigore 4 – 2 | Gralak Papin Luccin Micoud |

| PSG | Bordeaux |

#### Formazioni
| Paris Saint-Germain |    |                     |  |      |
|                     |    |                     |  |      |
| P                   | 1  | Vincent Fernandez   |  |      |
| D                   | 3  | Alain Roche         |  | 77’  |
| D                   | 5  | Jimmy Algerino      |  |      |
| D                   | 7  | Paul Le Guen        |  |      |
| D                   | 13 | Didier Domi         |  | 110’ |
| C                   | 34 | Raí (C)             |  |      |
| C                   | 15 | Éric Rabésandratana |  |      |
| C                   | 55 | Pierre Ducrocq      |  |      |
| C                   | 9  | Franck Gava         |  |      |
| A                   | 6  | Florian Maurice     |  | 74’  |
| A                   | 2  | Marco Simone        |  |      |
| Sostituti:          |    |                     |  |      |
| C                   | 23 | Édouard Cissé       |  | 110’ |
| C                   | 8  | Laurent Fournier    |  | 77’  |
| A                   | 10 | Patrice Loko        |  | 74’  |
| Allenatore:         |    |                     |  |      |
| Ricardo Gomes       |    |                     |  |      |

| Bordeaux    |    |                     |  |     |
|             |    |                     |  |     |
| P           | 1  | Ulrich Ramé         |  |     |
| D           | 6  | Patrick Blondeau    |  | 80’ |
| D           | 17 | Niša Saveljić       |  |     |
| D           | 9  | Paulo Sérgio Gralak |  |     |
| D           | 10 | David Jemmali       |  |     |
| C           | 7  | François Grenet     |  | 29’ |
| C           | 15 | Peter Luccin        |  |     |
| C           | 34 | Michel Pavon (C)    |  |     |
| C           | 13 | Johan Micoud        |  |     |
| A           | 55 | Sylvain Wiltord     |  |     |
| A           | 23 | Lilian Laslandes    |  |     |
| Sostituti:  |    |                     |  |     |
| D           | 5  | Kodjo Afanou        |  | 80’ |
| A           | 24 | Jean-Pierre Papin   |  | 29’ |
| Allenatore: |    |                     |  |     |
| Élie Baup   |    |                     |  |     |